# Ернст Хапел
Ернст Хапел (Беч, 29. новембар 1925 — Инсбрук, 14. новембар 1992) био је аустријски фудбалер и тренер.
Играо је на позицији централног дефанзивца и био је један од првих класичних дефанзиваца који је придавао велики значај офанзивној игри. За репрезентацију Аустрије од 1947. до 1958. одиграо је 51 утакмицу и постигао 5 голова — има бронзану медаљу на Светском првенству 1954. и учешће на Светском првенству 1958. (групна фаза). Постигао је три гола против Реал Мадрида 1957. у Купу европских шампиона. Док је играо за бечки Рапид, шест пута је освајао државно првенство.
Био је један од најбољих тренера у историји, два пута је освојио Куп европских шампиона (са различитим тимовима) и два пута играо у финалу Купа УЕФА. Предводио је репрезентацију Холандије 1978. године до другог места на Светском првенству.

## Успеси

### Играч
Рапид Беч 
- Аустријска фудбалска Бундеслига: 1945–46, 1947–48, 1950–51, 1951–52, 1953–54, 1956–57.
- Куп Аустрије: 1945–46.
- Куп Зентропа: 1951. година

Аустрија
- Треће место на Светском првенству: 1954. година

### Менаџер
АДО Ден Хаг 
- Куп Холандијe: 1967–68.

Феjенорд 
- Ередивизија: 1970–71.
- Куп европских шампиона: 1969–70.
- Интерконтинентални куп: 1970. година

Клуб Бриж 
- Вицешампиони Купа европских шампиона: 1977–78.[8]
- Вицешампиони Купа УЕФА: 1975–76. [9]
- Белгијско првенство: 1975–76, 1976–77, 1977–78.
- Белгијски куп: 1976–77.

Стандард Лијеж 
- Белгијски куп: 1980–81.

Холандија
- Вицешампион Светског првенства: 1978 година.[11]

Хамбургер СВ 
- Куп европских шампиона: 1982–83.
- Вицешампион Купа УЕФА: 1981–82.
- Вицешампиони Суперкупа Европе: 1983. година
- Бундеслига: 1981–82, 1982–83.
- ДФБ-Покал: 1986–87

Сваровски Тирол 
- Аустријско првенство: 1988–89, 1989–90.
- Куп Аустрије: 1988–89.

### Индивидуални
- Европски тренер године — награда Сеп Хербергер: 1978, 1983. година
- Европски тренер сезоне: 1982–83.
- Франс Фудбал 9-ти најбољи тренер свих времена: 2019. година.[14]
- ESPN 14-ти најбољи тренер свих времена: 2013. година [15]